# Journal of Organic Chemistry
Journal of Organic Chemistry, kolokvijalno poznat kao JOC ili J Org, je recenziranji naučni časopis za originalne doprinose fundamentalnog istraživanja u svim granama teorije i prakse organske i biooraganske hemije. Ovaj časopis objavljuje izdavački ogranak Američkog hemijskog društva, sa 24 izdanja godišnje. Po podacima iz Journal Citation Reports, ovaj časopis je 2013. godine imao faktor impakta od 4.638 i to je časopis koji je dobio najveći broj citacija (98,978 u 2013. godini) u polju organske hemije. Po podacima Web of Knowledge jedanaest članaka iz ovog časopisa je dobilo više od 1.000 citacija, pri čemu je najpopularniji članak dobio 7,967 citacija. Trenutni glavni urednik je C. Dale Poulter sa Univerziteta u Juti.

## Spoljašnje veze
Званични веб-сајт